# Castello Inferiore (Mex)
Il Castello Inferiore (Château d'En-Bas in francese) è un antico castello situato nel comune di Mex nel Canton Vaud in Svizzera.

## Storia
La prima menzione della signoria di Mex data 1154. Nel 1403 la stessa venne divisa in due feudi e si costituì il feudo del Castello Inferiore. La costruzione del Castello Superiore, invece, avvenne in un'epoca successiva, nel XVIII secolo. I feudatari titolari del Castello Superiore prestavano l'omaggio ligio al signore di Cossonay, mentre il Castello Superiore finì nelle mani della famiglia Charrière.
Nel 1898 i due castelli vennero nuovamente riuniti nelle mani di un unico proprietario, il colonnello Ferdinand de Charrière, il quale acquistò il Castello Inferiore dopo aver ereditato quello Superiore.
Minacciato dalla costruzione dell'autostrada A1 negli anni 1970, la tenuta del Castello Inferiore venne salvata dalla presenza dell'aeropista realizzata nel 1948 dagli allora proprietari del castello all'interno del parco della proprietà. Questa pista in erba venne infatti considerata quale terreno adatto a un eventuale atterraggio di emergenza dall'ufficio federale dell'aviazione, implicando una modifica nel tracciato dell'autostrada.
Il castello è iscritto nell'inventario dei beni culturali svizzeri d'importanza nazionale.

## Descrizione
Il complesso si articola intorno a una corte. A sud si trova il castello vero e proprio, davanti al quale si aprivano dei giardini. A nord, invece, si trovano degli annessi agricoli e a ovest delle dipendenze.